# 周宣王攻條奔戎之戰
周宣王攻條奔戎之戰發生於前792年，周宣王派軍隊征討條戎、奔戎的戰爭。
宣王三十六年（前792年），周宣王派軍隊征討條戎、奔戎，戰敗。
當時晉穆侯亦有參戰協助王室平亂。在攻條奔戎之役時，夫人姜氏生下長子，取名為仇，即日後的晉文侯；之後又在千畝之戰時又生一子，則命名為成師，即日後的曲沃桓叔。此事受到大夫師服的質疑，並料言晉國會因此出現內亂。